# Credenhill

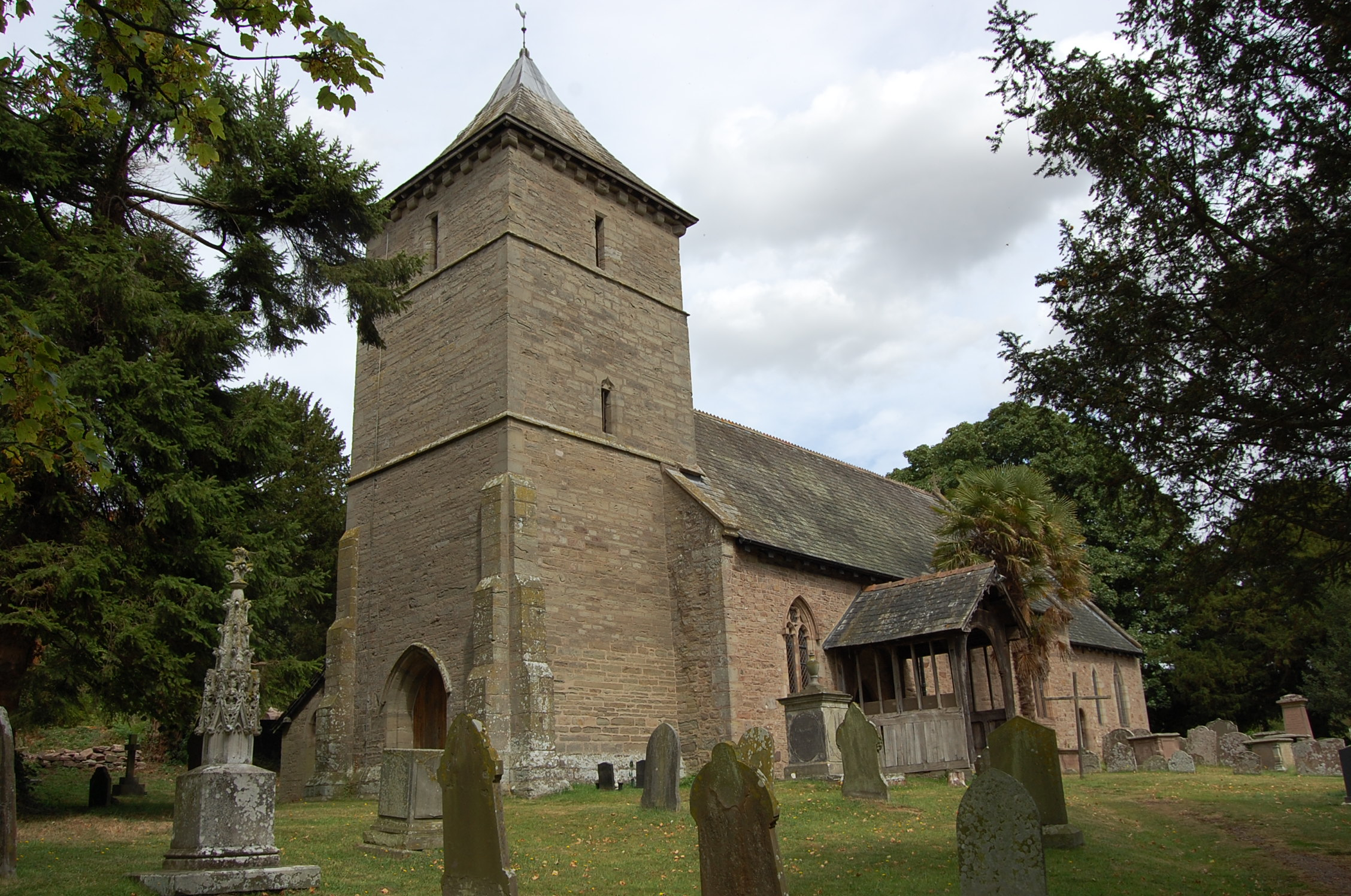
Kirche von Credenhill

Credenhill ist eine englische Gemeinde in der Grafschaft Herefordshire in den West Midlands des Vereinigten Königreichs. Im Jahre 1887 wurde hier die Cider-Brauerei H. P. Bulmer gegründet. Credenhill ist Standort der britischen Spezialeinheit SAS mit der zugehörigen Kaserne Stirling Lines.